# 渌口区

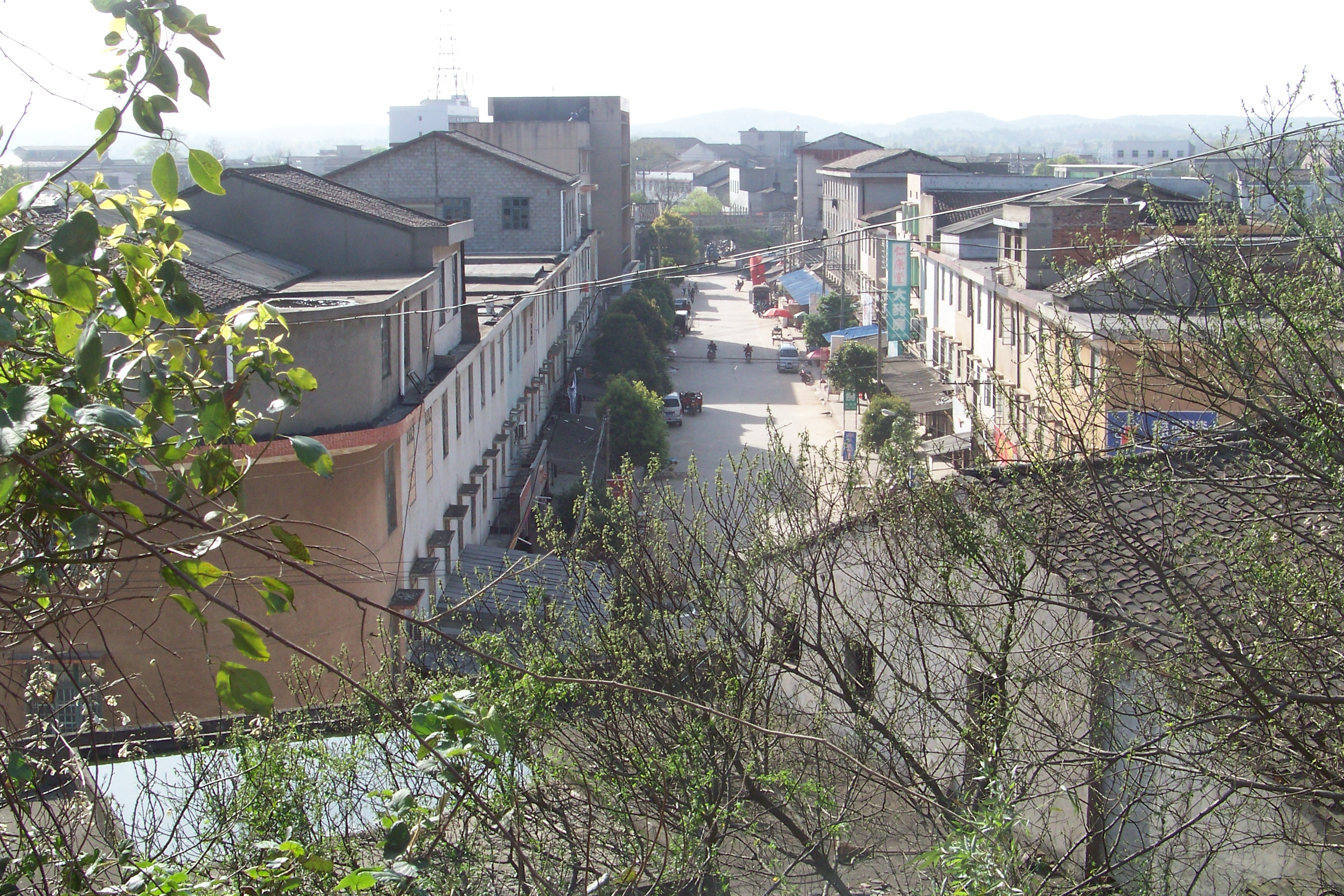

渌口区是湖南省株洲市的一个市辖区，位于湖南省中部偏东，湘江中游，地形东西窄，南北长。区境北连株洲市天元区、芦淞区和浏阳市，西接湘潭市市区和湘潭县，东邻醴陵市，南界攸县和衡东县。全区总面积1053.6平方公里，总人口約27万人。縣人民政府驻地为渌口镇。2018年6月，国务院正式批复同意撤销株洲县，以原株洲县的行政区域设立株洲市渌口区。

## 历史沿革
- 渌口区最早于三国时期吴孙亮太平二年（257年）置建宁县，隋文帝开皇九年（589年）废建宁，唐高祖李渊恢复，尔后太宗又废止，至此为湘潭县辖域。
- 民国23年（1934年），设湘潭县株洲镇；
- 民国36年（1947年）湘潭县株洲镇和白关乡、昭阳乡合并为株洲乡。
- 1949年8月12日成立湘潭县株洲区人民政府，辖株洲、藕灵二个乡；
- 1951年5月，株洲从湘潭县划出成为县级市，归长沙专员公署管辖，原株洲镇和湘潭县第一区的太平桥乡、荷塘乡、龙洲乡、大京乡、白关乡、百井乡、南华乡和荷花乡的5个村为其行政区域；
- 1956年3月，株洲市升为省辖市同时新设市郊区；
- 1965年4月30日经国务院批准设立株洲县，从株洲市析置，以株洲市郊区部分地区为其行政区域，隶属株洲市管辖，至此成立株洲县。
- 自20世纪九十年代起，株洲县所辖区域部分群丰乡、明照乡、龙头铺乡等已经改置到株洲市区管辖。若干乡镇进行合并。
- 2010年，株洲县白关镇、姚家坝乡划归株洲市芦淞区管辖[2]。
- 2018年，根据《国务院关于同意湖南省调整株洲市部分行政区划的批复》（以下简称《批复》），同意撤销株洲县，设立株洲市渌口区，以原株洲县的行政区域为渌口区的行政区域，渌口区人民政府驻渌口镇学堂路1号。[3]

## 行政区划
渌口区下辖8个镇：
渌口镇、朱亭镇、古岳峰镇、淦田镇、龙门镇、龙潭镇、南洲镇和龙船镇。

## 风景名胜
- 朱亭古镇
- 朱熹讲经处
- 伏波庙

东汉光武年间，伏波将军马援驻兵于此。
20世纪20年代，中共毛泽东农民运动调查点。
- 凤凰山:与衡东县交界处。中华人民共和国元帅罗荣桓出生在该山区。

## 人口
根据湖南省株洲市第七次全国人口普查公报显示：渌口区常住人口为260534人，男性人口占比51.71%，女性人口占比48.29%，年龄结构中0-14岁占比16.36%，15-59岁占比58.61%，60岁以上占比25.03%，65岁以上占比19.22%。
2010年末，全区总人口33.7万人；；

## 經濟
2011年GDP总量273604万元人民币

## 交通
自古为交通要塞。
- 铁路 京广铁路由南至北穿越全区境，沿途有渌口站、三门站、朱亭站。
- 公路 省道。紧靠 107国道。
- 水运
  - 湘江上接衡阳水域，下经株洲市、湘潭、长沙、岳阳入长江。
  - 渌江 上可抵醴陵，下可入湘江。

## 教育
- 中学：
  - 株洲县第五中学
  - 株洲县第一中学
  - 株洲县第三中学
  - 株洲县第六中学
  - 株洲县健坤潇湘实验学校
- 职业教育
  - 株洲县职业中等专业学校
  - 株洲县中医学校

## 人物
- 曹伯纯
- 杨得志

## 通讯
- 2009年6月28日，因株洲市固定电话改号升位，区号由0733改为0731加原号码前加2。